# Praya Lundberg
Nataya Lundberg (en tailandés: นาตยา ลุนด์เบิร์ก, romanizado: Nattaya Lunboek; nacida el 28 de marzo de 1992), también conocida como Praya Lundberg (en tailandés: ไปรยา ลุนด์เบิร์ก, romanizado: Praiya Lunboek) o Praya Suandokmai (en tailandés: ไปรยา สวนดอกไม้, romanizado: Praiya Suandokmai), o apodada Pu (en tailandés: ปู, romanizado: Pu), es una actriz y modelo tailandesa-sueca. Es Embajadora de Buena Voluntad de ACNUR o Alto Comisionado de las Naciones Unidas para los Refugiados y la primera Embajadora de Buena Voluntad del Sudeste Asiático (2014 - 2020). Hizo su debut como actriz en la serie de televisión Rak Dai Mai Thar Hua Jai Mai Pean y apareció en papeles en éxitos televisivos como Sao Noi Nai Tha Kieng Kaew (2004) y Nang Sao Som Lon. Su primer papel en el cine fue en la comedia Maa Kap Phra (2006) y también apareció en la comedia de acción Bangkok Adrenaline (2009).
Además de actuar, Praya mantiene una exitosa carrera como modelo; lideró la campaña LUX a los 15 años y desde entonces protagonizó las portadas de Vogue, Cosmopolitan, Harper's Bazaar, L'Officiel y Grazia.
Lundberg apoya a varias organizaciones benéficas, incluidas Operation Smile, Phrabatnampu y ACNUR. También es una entusiasta de los deportes y fue la primera actriz en completar el Maratón de Bangkok de 2015.

## Primeros años
Praya nació el 28 de marzo de 1989 en Bangkok, Tailandia, de madre tailandesa y padre sueco. Estudió en la Escuela Internacional NIST en Bangkok, donde se graduó en 2007, y luego obtuvo una licenciatura en Derecho en la Universidad Oxford Brookes.

## Carrera
Praya comenzó su carrera como actriz y modelo a la edad de 13 años. Estuvo en el Canal 7 e hizo su debut como actriz en la serie de televisión Rak Dai Mai Thar Hua Jai Mai Paen. También actuó en los éxitos televisivos Sao Noi Nai Takjieng Leaw, Nang Sao Som Lon, Chan Ruk Tur Na y Khon La Lok. Su primer papel en el cine fue en la comedia Maa Kap Phea y luego protagonizó la comedia de acción Bangkok Adrenaline. Lundberg ha aparecido en las portadas de varias revistas de moda, incluidas Vogue, Cosmopolitan, Harper's Bazaar, L'Officiel y Grazia. También dirigió campañas para Lux y Mistine Cosmetics y actualmente es embajadora de marca para Under Armour y Swarovski En 2015, Praya fundó Nola's Health, que ofrece productos de belleza y salud como el té orgánico. Ese mismo año también lanzó su perfume Angel Kiss.
Debido a su trabajo con el Alto Comisionado de las Naciones Unidas para los Refugiados, Praya fue nombrada la primera Embajadora de Buena Voluntad del ACNUR en el sudeste asiático en 2017.

## Filmografía

### Programas de televisión
| Año  | Título                             |
| ---- | ---------------------------------- |
| 2004 | Rak Dai Mai Thar Hua Jai Mai Paen  |
| 2004 | Sao Noi Nai Takieng Keaw           |
| 2005 | Nang Sao Son Lon                   |
| 2006 | 99 Day Chan Ruk Thou               |
| 2006 | Yak Ja Rak Dew Jad Hai             |
| 2007 | Sai Nam Sam Chee Wit               |
| 2007 | Ngean Ritsava                      |
| 2007 | Pom Roj R Deed                     |
| 2008 | Ke Hard Saeng Chan                 |
| 2009 | Dok Bua Khao                       |
| 2010 | Jao Sao Rim Thang                  |
| 2012 | Chan Ruk Thur Na                   |
| 2013 | Khun Chai Leang Moo Khun Leang Kea |
| 2014 | Sa Phay Hua Daeng                  |
| 2014 | Phair Pha Ya Korn                  |
| 2015 | Doung Sawan Saab                   |
| 2015 | Khon Ra Lonk                       |
| 2018 | Bangkok Naruemit                   |
| 2019 | Strange Girl in a Strange Land     |

### Películas
| Año  | Título                | Papel    |
| ---- | --------------------- | -------- |
| 2006 | Ma Kub Phra           | Tangmo   |
| 2009 | Bangkok Adrenaline    | Irene    |
| 2017 | Realms                | Winny    |
| 2022 | Paradise City         | Savannah |
| 2023 | Supercell             | Amy      |
| TBA  | Ghost of the Railroad | TBA      |